# Chris Potter (Saxophonist)

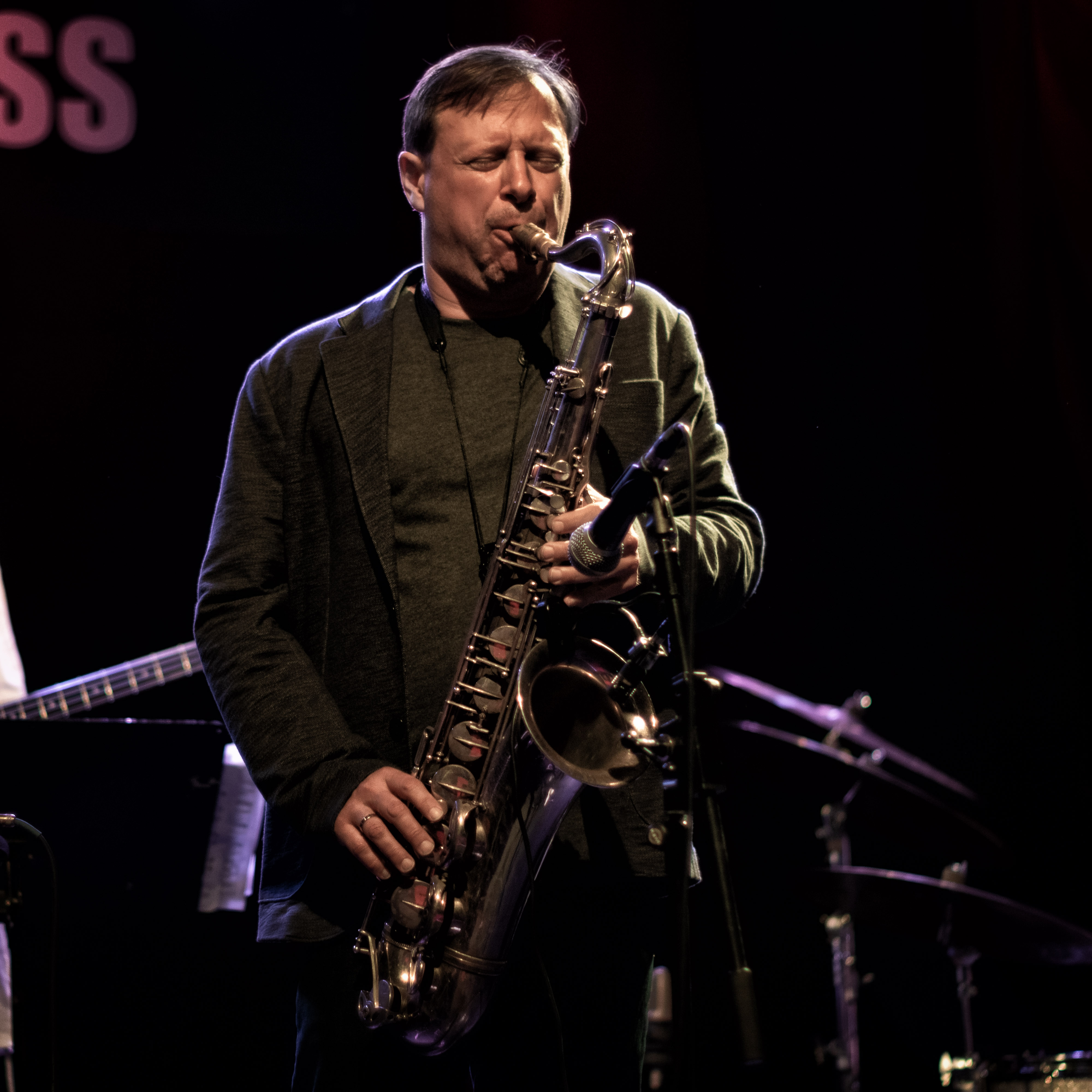
Chris Potter (Wien, 2019)

Chris Potter (* 1. Januar 1971 in Chicago) ist ein US-amerikanischer Jazz-Saxophonist und Komponist.

## Leben und Wirken
Potter wurde in Chicago geboren, verbrachte aber seine Jugend in Columbia (South Carolina), wo seine Mutter an der Universität unterrichtete. Er zeigte frühzeitig Interesse an vielen Arten von Musik und lernte verschiedene Instrumente wie Gitarre und Piano, widmete sich aber schließlich dem Studium des Alt- und Tenorsaxophons. Potter spielte sein erstes professionelles Jazz-Konzert bereits mit 13 Jahren. Später besuchte er die Manhattan School of Music. 
Potter veröffentlichte eine Anzahl von Alben als Bandleader und machte Aufnahmen mit Jazzmusikern wie Kenny Werner, Red Rodney, Marian McPartland, der Mingus Big Band (Gunslinging Birds 1994), Paul Motian, Pat Metheny, Ray Brown, Jim Hall, James Moody, Dave Douglas (Strange Liberation), Joe Lovano, Mike Mainieri, Steve Swallow, Steely Dan, Dave Holland, Joanne Brackeen, Josh Roseman (Treats for the Nightwalker, 2003), Renee Rosnes (Kinds of Love, 2021) und dem SFJazz Collective (New Works Reflecting the Moment, 2022).

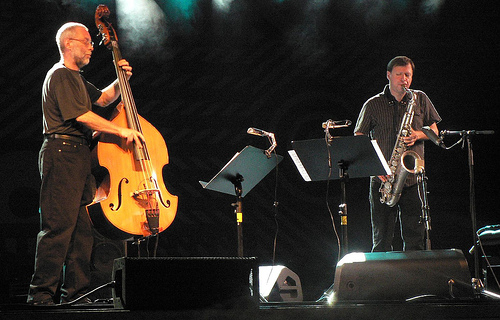
Dave Holland und Chris Potter beim Jazz Festival Willisau September 2007

## Diskografische Hinweise
- Presenting Chris Potter (1994, Criss Cross Records)
- Sundiata (1995, Criss Cross)
- Pure (1995, Concord)
- Moving In (1996, Concord)
- Unspoken (1997, Concord)
- Vertigo (1998, Concord)
- Gratitude (2001, Verve Records)
- Traveling Mercies (2002, Verve)
- Lift: Live at the Village Vanguard (2004, Sunnyside Records)
- Underground (2006, Sunnyside)
- Song for Anyone (2007, Universal Music France)
- Follow the Red Line (2007, Universal Music France)
- Ultrahang (ArtistShare, 2009)
- Transatlantic (2011) mit der DR Big Band
- The Sirens (2013, ECM)
- Imaginary Cities (2014, ECM)
- The Dreamer Is the Dream (2017, ECM)
- Circuits (2019, Edition Records)
- Sunrise Reprise (Chris Potter Circuits Trio, 2021, Edition Records)[1]
- Got the Key to the Kingdom: Live at the Village Vanguard (2023, Edition Records)[2]
- Eagle’s Point (2024, Edition Records, mit Brad Mehldau, John Patitucci und Brian Blade)[3]